# Lexington (Virginia)
 For alternative betydninger, se Lexington. (Se også artikler, som begynder med Lexington)
Lexington er administrativt centrum i det amerikanske county Rockbridge County i Virginia i det østlige USA. Byen ligger ca. 75 km nord for Roanoke i Shenandoah Valley og omkring 90 km fra grænsen til West Virginia ved White Sulphur Springs ad Interstate Highway 64. I byen ligger to større uddannelsesinstitutioner, Washington and Lee University og Virginia Military Institute. Byen har 7.320(2020) indbyggere.

## Historie
De første hvide kom til området omkring 1730'erne. På dette tidspunkt var området beboet af Monocan indianere. Nogle af nybyggerne, som især var af irsk, skotsk eller tysk afstamning slog sig ned ved et gammelt indianerspor, og etablerede bebyggelsen "Gilbert Campbell's Ford" ved North River, nu Maury River. Byen fik sit nuværende navn i 1777, da den blev det administrative centrum i Rockbridge County. Navnet blev valgt for at hædre frihedskrigens første store slag, der fandt sted ved Lexington i Massachusetts. Thomas Jefferson, der ejede jord i området, skal have haft indflydelse på navnet på såvel by som amt. Sidstnævnte blev opkaldt efter Virginias Natural Bridge, som lå på Jeffersons jord.
Byen var ikke stor i de første år. Faktisk var den kun ca. 400 m lang og 300 meter bred, men den voksede hurtigt og blev tidligt kendt som uddannelsesby. I 1790 blev Liberty Hall Academy grundlagt lige uden for byen. Senere blev navnet ændret til Washington College og endnu senere til Washington and Lee University.
I 1816 besluttede staten Virginias regering at etablere tre våbendepoter i staten, og det ene blev placeret i Lexington. I 1839 åbnede Virginia Military Institute i byen – det første statslige militærakademi i USA. Blandt lærerne ved VMI var den senere borgerkrigsgeneral, Thomas Jackson, der underviste ved akademiet fra 1851 til 1861, da den amerikanske borgerkrig brød ud. Under krigen blev byen udsat fra angreb fra nordstatstropper under general David Hunter, som angreb VMI.
I 1860 kom jernbanen til byen, og det fik denne til at vokse. I 1935 blev der bygget en ny bro over Maury River, og U.S. Highway 11 fik omlagt sin rute til den nuværende, og i 1956 blev der konstrueret en omfartsvej rundt om byen. I begyndelsen af 1960'erne blev Interstate Highway 81 anlagt gennem Shenandoah Valley og også Interstate Highway 64 blev anlagt i denne periode. De to motorveje mødes lige uden for Lexington.

## Geografi
Byen ligger i udkanten af Blue Ridge Mountains ved Maury River, 324 meter over havet.

## Befolkning
Byen har 7.320(2020) indbyggere. Af disse er 86 % hvide og 10 % afroamerikanere. Over 41 % af befolkningen er mellem 18 og 24 år, hvilket ikke mindst skyldes tilstedeværelsen af de to uddannelsesinstitutioner. 11 % er under 18 og 16 % er over 65. Specielt VMI har også betydning for kønsfordelingen i byen. Indtil 1997 havde kvinder ikke adgang til institutionen, og blandt de nuværende elever er der klart flertal af mænd. Det betyder at der er 127 mænd for hver 100 kvinder over 18.

## Kendte personer med tilknytning til Lexington
- Sam Houston, den eneste amerikaner, der har været guvernør over to stater (Tennessee og Texas), foruden præsident i Republikken Texas blev født lige uden for byen.
- Meriwether Lewis, den ene af Lewis og Clark ekspeditionens to ledere, er uddannet fra Washington and Lee University (mens det hed Liberty Hall Academy).
- George Washington fik sin tilknytning til byen, da han donerede en formue til Liberty Hall Academy, som derefter kom til at hedde Washington College.
- Robert E. Lee, blev efter den amerikanske borgerkrig rektor for Washington College, som senere blev omdøbt til Washington and Lee University. Lee, der døde i 1870 ligger begravet i et kapel på universitetsområdet. Uden for kapellet findes et gravsted for Lees hest Traveller.
- Thomas Jonathan "Stonewall" Jackson, underviste på VMI fra 1851 til 1861. Det eneste hus han nogensinde ejede ligger i byen og er nu museum. Efter hans død i Slaget ved Chancellorsville blev Jackson lig ført tilbage til Lexington, og han ligger nu begravet på Stonewall Jackson Memorial Cemetery i byen.
- Matthew Fontaine Maury, amerikansk søofficer, astronom, astrofysiker, oceanograf og meget andet – ofte kaldet "havets stifinder", grundlægger af den moderne oceanografi, underviste på VMI i årene efter borgerkrigen. Han var oprindeligt begravet i byen, overfor Stonewall Jackson, men senere blev hans lig overført til Richmond, hvor han ligger begravet på Hollywood Cemetery mellem præsidenterne James Monroe og John Tyler.
- William N. Pendleton, var præst i byens episkopale, Grace Church fra 1853 til 1883, selv om han var "fraværende" under borgerkrigen, hvor han var brigadegeneral i sydstatshæren. Pendleton ligger begravet på Stonewall Jackson Memorial Cemetery.
- George C. Marshall, øverste leder af de amerikanske styrker under anden verdenskrig fra 1944, senere USA's udenrigsminister og ansvarlig for genopbygningen af Europa (Marshall-planen) og endnu senere forsvarsminister, leder af Røde Kors i USA og nobelprismodtager, blev uddannet fra VMI i 1901.

## Andet
Tre af USA's studenterforeninger (fraternities) er stiftet i byen, hvor to af dem, Kappa Alfa og Sigma Nu, stadig har hovedsæde. Kappa Alpha har i dag 128 afdelinger med mere end 140.000 medlemmer over hele USA. Sigma Nu har 278 afdelinger, og den tredje forening, Alpha Tau Omega, har 250 afdelinger og mere end 196.000 medlemmer.

## Galleri
- Washington and Lee University
- Virginia Military Institute
- Lee Chapel. Robert E. Lee ligger begravet i krypten under kapellet. Hans hest, Traveller, ligger begravet uden for kapellet.
- Stonewall Jacksons gravsted i Lexington.
- Mindesmærke for de tre studenterforeninger i den såkaldte Lexington Triade.